# Tanymecosticta fissicollis
Tanymecosticta fissicollis – gatunek ważki z rodziny Isostictidae.